# 井上泰助

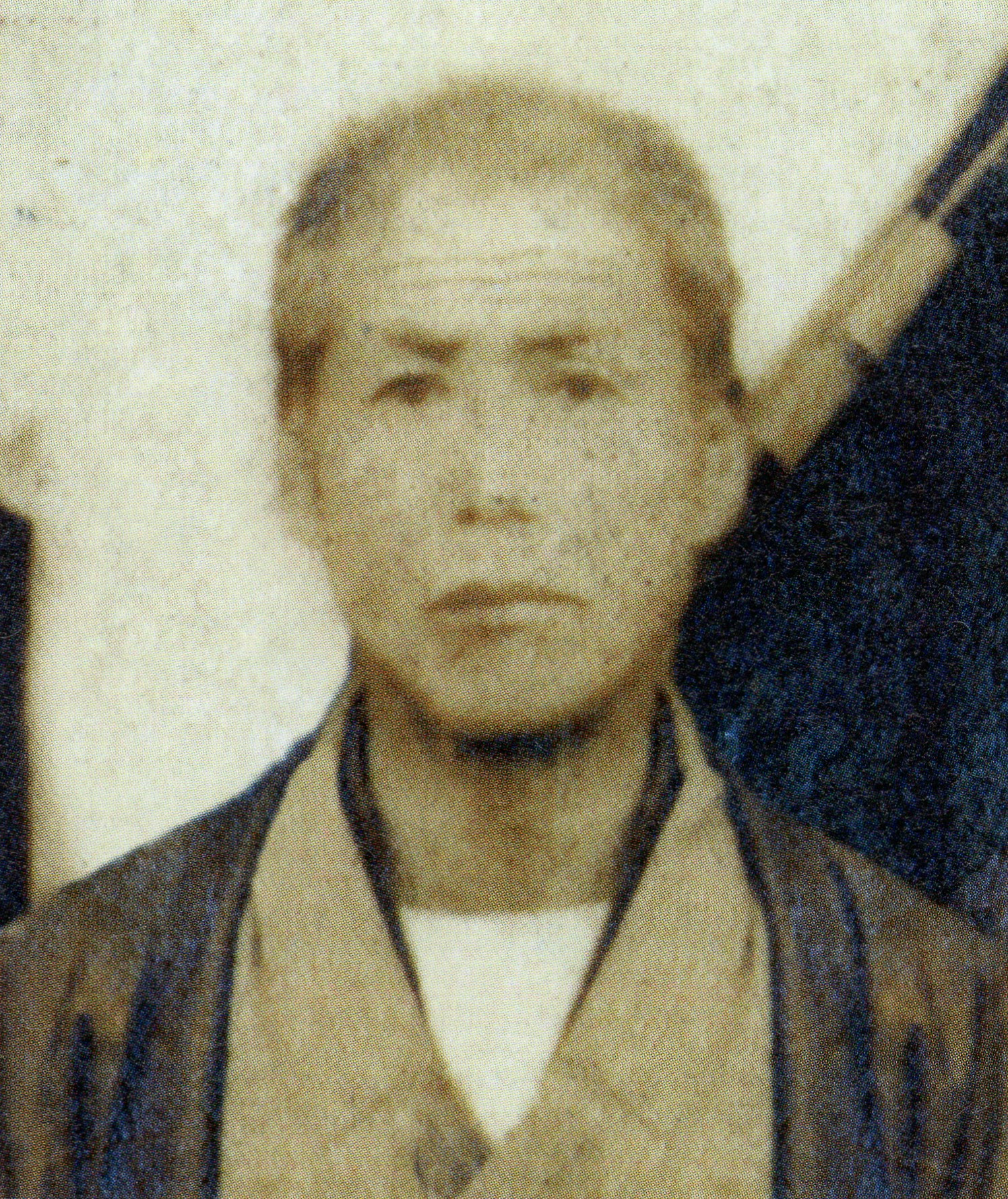
井上泰助

井上 泰助（いのうえ たいすけ、安政4年12月5日（1858年1月19日） - 昭和2年（1927年）2月10日）は、新選組隊士。農民。
八王子千人同心の井上松五郎の次男。叔父は井上源三郎。慶応3年（1867年）に11歳で新選組に入隊。局長近藤勇の刀持ちを務めた。
戊辰戦争が勃発し、叔父・源三郎が鳥羽・伏見の戦いで戦死すると、その首を持ち帰ろうとするが、重くて運ぶことができず、他の隊士に促されて近くの寺の境内に埋めたという。その後、井上家に戻って井上源三郎の戦死を伝えた。
慶応4年3月6日(1868年)の甲州勝沼の戦いには八王子千人同心は降伏後であった為か、若年の為か、参戦していない。(江戸にて暇)

他の八王子千人同心子弟と同様に帰農し、昭和2年（1927年）死亡、69歳。